# Acanthopriapulus horridus
Acanthopriapulus horridus is een soort in de taxonomische indeling van de peniswormen. 
De diersoort behoort tot het geslacht Acanthopriapulus en behoort tot de familie Priapulidae. De wetenschappelijke naam van de soort werd voor het eerst geldig gepubliceerd in 1911 door Theel.